# Hørsholm Rungsted Tennisklub
Hørsholm Rungsted Tennisklub er en tennisklub i Hørsholm Kommune. Klubben har 2013 cirka 1200 medlemmer.
Indendørs har HRT ni hardcourtbaner fordelt i to haller, Scanomat Hallen med fem baner og Amokka Hallen med fire baner.
Udendørs har klubben 20 grusbaner fordelt på to anlæg: Hovedanlæg ved Scanomat Hallen med 14 baner, hvor også alle klubbens turneringer spilles. På anlægget på Bukkeballevej findes seks baner og et mindre klubhus.